# Zhang Di
Zhang Di (chiń. 張迪; ur. 4 lipca 1968) – chińska judoczka. Brązowa medalistka olimpijska z Barcelony 1992 w kategorii 61 kg.
Brązowa medalistka mistrzostw świata w 1993; siódma w 1989. Triumfatorka igrzysk azjatyckich w 1990 i trzecia w 1994. Najlepsza na igrzyskach Azji Wschodniej w 1993. Trzecia na mistrzostwach Azji w 1988 roku.

## Letnie Igrzyska Olimpijskie 1992
| Konkurencja     | Walki               | Walki                | Walki                 | Walki              | Walki                    | Walki                   | Klas. końcowa |
| Konkurencja     | 1/16                | 1/8                  | Repasaż I             | Repasaż II         | Repasaż III              | o 3 miejsce             | Miejsce       |
| --------------- | ------------------- | -------------------- | --------------------- | ------------------ | ------------------------ | ----------------------- | ------------- |
| waga półśrednia | Tânia Ishii (BRA) W | Gu Hyeon-suk (KOR) P | Nicola Morris (NZL) W | Diane Bell (GBR) W | Xiomara Griffith (VEN) W | Frauke Eickhoff (GER) W | III           |